# Лозна
Лозна́ (укр. Лозна) — село на Украине, находится в Хмельницком районе Винницкой области.
Код КОАТУУ — 0524884201. Население по данным 2020 года составляет 578 человек. Почтовый индекс — 22045. Телефонный код — 4338.
Занимает площадь 3,4 км².

## Адрес местного совета
22045, Винницкая область, Хмельницкий р-н, с. Лозна, ул. Гагарина, 47, тел. 3-43-31, 3-43-42